# 贝 (安省)
贝村（法語：Bey，法語發音：[bɛ] ⓘ）是法国安省的一个市镇，位于该省西部，属于布雷斯地区布尔格区。

## 地理
贝村（46°13'10"N, 4°50'45"E）面积2.77 平方千米，位于法国奥弗涅-罗讷-阿尔卑斯大区安省，该省份为法国东部省份，北起汝拉省，西北接索恩-卢瓦尔省，西接罗讷省和里昂大都会，南至伊泽尔省，东与萨瓦省、上萨瓦省和瑞士接壤。
与贝村接壤的市镇（或旧市镇、城区）包括：索恩河畔科尔莫朗什、克吕济耶莱梅皮亚、加尔讷朗。
贝村的时区为UTC+01:00、UTC+02:00（夏令时）。

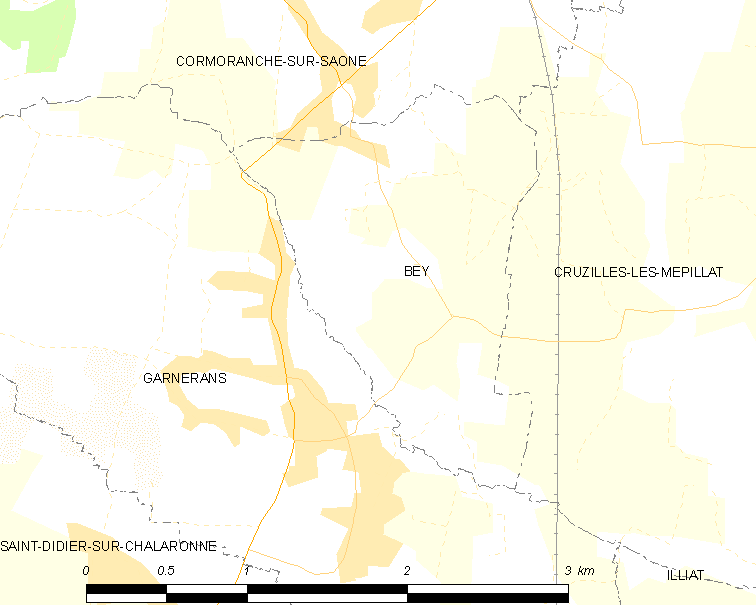
贝村的OSM定位图

## 行政
贝村的邮政编码为01290，INSEE市镇编码为01042。

## 政治
贝村所属的省级选区为沃纳县。

## 人口

1962-2008年间贝村人口变化图示

贝村于2022年1月1日时的人口数量为290人。